# Peugeot 408
Peugeot 408 este un crossover produs de constructorul francez de automobile Peugeot. A fost dezvăluit în iunie 2022 ca un vehicul din segmentul C, situat între 308 și 3008 sau 508. Se bazează pe platforma EMP2 folosită și de a treia generație 308 și nu are legătură cu sedanul 408 pentru piața chineză. Potrivit Peugeot, 408 este un amestec între SUV-uri, hatchback-uri și limuzine și a fost descris ca un crossover coupe.